# Agostino Rovere
Agostino Rovere (1804, Monza - 1865, New York) est un chanteur d'opéra italien, basse.

## Biographie
Après avoir étudié le chant à Milan Agostino Rovere fait ses débuts professionnels à l'opéra en 1826 à Pavie. En 1828 il interprète Clemente lors de la création de Bianca e Fernando de Vincenzo Bellini au Teatro Carlo Felice de Gênes. 
En 1839 il chante le rôle de Pedrigo lors de la création de Gianni di Parigi de Gaetano Donizetti à La Scala. L'année suivante il crée à La Scala le rôle de La Rocca lors de la première mondiale de Un giorno di regno de Giuseppe Verdi. 
En 1842 il crée le rôle du Marquis de Boisfleury dans Linda di Chamounix de Donizetti au Kärntnertortheater de Vienne. 
En 1847-1848 il est engagé au Royal Opera House de Londres où il chante Bartolo dans Le nozze di Figaro de Wolfgang Amadeus Mozart, Don Magnifico dans La Cenerentola de Rossini, Dulcamara dans L'elisir d'amore de Donizetti, Leporello dans Don Giovanni et Mustafà dans L'italiana in Algeri de Gioachino Rossini